# Ortrugo dei Colli Piacentini
Unter der Bezeichnung Ortrugo dei Colli Piacentini oder Ortrugo – Colli Piacentini werden italienische Perl- und Schaumweine sowie Stillweine vermarktet, die in der Provinz Piacenza (Region Emilia-Romagna) produziert wurden. Das Weinbaugebiet besitzt seit 2010 eine „kontrollierte Herkunftsbezeichnung“ (Denominazione di origine controllata – DOC), die zuletzt am 7. März 2014 aktualisiert wurde.

## Anbaugebiet
Anbau und Vinifikation dürfen nur in den Gemeinden Alta Val Tidone, Pianello Val Tidone, Piozzano und Ziano Piacentino sowie in Teilen der Gemeinden von Agazzano, Alseno, Bettola, Bobbio, Borgonovo Val Tidone, Carpaneto Piacentino, Castell’Arquato, Castel San Giovanni, Coli, Gazzola, Gropparello, Lugagnano Val d’Arda, Ponte dell’Olio, Rivergaro, San Giorgio Piacentino, Travo, Vernasca und Vigolzone – alle in der Provinz Piacenza – erfolgen.
Im Jahr 2017 wurden 28.776 Hektoliter DOC-Wein erzeugt.

## Erzeugung
Folgende Weintypen werden angeboten:
Sowohl der Stillwein als auch die Perlweine (Frizzante) und Schaumweine (Spumante) müssen zu mindestens 90 % aus der Rebsorte Ortrugo gekeltert werden. Höchstens 10 % andere analoge Rebsorten, die für den Anbau in der Region Emilia-Romagna zugelassen sind, dürfen zugesetzt werden.